# Israel Railways
Israel Railways (Israel Railways Ltd.), er det statsejede hovedbaneselskab med ansvar for al jernbanetransport mellem byer, pendlere og godstransport i Israel. Alle dens linjer er standardmålere. Netværket er centreret i Israels tætbefolkede kystslette, hvorfra linjer stråler ud i mange retninger.

Datterselskaber: The Israel Railway Museum, Rail Cargo Ltd., The Cargo Railway Company

Hovedkvarter: Lod, Israel

Grundlagt: 2003

Antal medarbejdere: 1.900 (2015)

Administrerende direktør: Michael Maixner (Juni 2019–)
 Der er for få eller ingen kildehenvisninger i denne artikel, hvilket er et problem. Du kan hjælpe ved at angive troværdige kilder til de påstande, som fremføres i artiklen.